# Asociación Civil Lala Fútbol Club (femenino)
El Asociación Civil Lala Fútbol Club (femenino) filial del equipo masculino Lala FC es un equipo de fútbol femenino profesional Venezolano, se encuentra ubicado en Ciudad Guayana, Bolívar, Venezuela y actualmente participa en la Superliga Femenina Fútbol (Venezuela), liga equivalente a la máxima división del fútbol femenino en Venezuela.

## Historia
La filial femenina nace en 2017 de la alianza entre la Escuela de Talentos López-Peña (Academia de fútbol femenino cofundada por los profesores Domingo López y Everaldo Peña) y AC Lala FC con miras a llevar a las futbolistas guayanesas a su primera experiencia en el fútbol profesional. 
El Torneo Apertura 2017 de la Superliga inició con un grupo de 25 jugadoras sin experiencia en el fútbol profesional pero con muchas ganas que dirigidas por el profesor Everaldo Peña salieron a medirse contra clubes con más tradición y experiencia, por lo cual tuvieron un primer semestre de malos resultados, lo que obligó a la directiva del club a destituir a su DT y en su lugar, contratar al estratega Domingo López, quien para ese entonces hacía vida como entrenador de las categorías inferiores de la institución. Este toma el testigo a falta de pocas jornadas para finalizar el torneo, donde a falta de 4 jornadas, no habían logrado sumar puntos. Luego de 3 partidos dónde los puntos no llegaban y volvían a surgir las dudas, comienza la jornada 12 (y última del TA 2017) en la cual recibían a Estudiantes de Caracas en el Centro Portugués (en ese entonces casa del equipo auriazul) y después de un partido trabado y luchado y con muchas emociones en el segundo tiempo las chicas dirigidas por Domingo lograron la primera victoria y los primeros puntos para el club en su aparición en el fútbol profesional.
Ese primer buen resultado y el ambiente de confianza que se respiraba hizo que la directiva del club le diera un espaldarazo al profesor Domingo y permitió que se mantuviera en el cargo para el venidero Torneo Clausura 2017.
Luego de una captación de talentos, una reestructuración de la plantilla y el re-armado del Cuerpo Técnico; la institución sale al Torneo Clausura 2017, dónde sí gozaron de regularidad y lograron sumar victorias, empates y derrotas a partes iguales, lo que las ubicó a mitad de tabla al finalizar el campeonato, lejos de lograr la clasificación a instancias decisivas pero con buenas sensaciones y mucho aprendizaje. Esto convenció a la directiva y se mantuvo el proceso para el campeonato venidero 2018 en el que el Club buscará, ahora sí, colarse entre los primeros lugares y soñar con una final absoluta y lograr una complicada, pero no imposible, clasificación a la Copa Libertadores Femenina 2018.

## Uniforme
Asociación Civil Lala Fútbol Club (femenino)
- Uniforme titular: camiseta , pantalón , medias .
- Uniforme alternativo: camiseta , pantalón , .

### Evolución del uniforme
| 2016-presente Titular | 2016-presente Alternativo | 2017-presente Portero |

### Indumentaria y patrocinador
| Periodo       | Proveedor        |
| ------------- | ---------------- |
| 2015-presente | Sin Indumentaria |

| Periodo         | Patrocinador     |
| --------------- | ---------------- |
| 2017-Actualidad | Sin patrocinador |

## Instalaciones
Asociación Civil Lala Fútbol Club (femenino) Disputará sus Compromisos en el Complejo Deportivo LALA

## Actual Directiva 2018
| Cargo                  | Nombre         |
| ---------------------- | -------------- |
| Presidente             | Euro Guzmán    |
| Director Técnico       | Domingo López  |
| Asistente Técnico      | Yair Rojas     |
| Preparador Físico      | Pedro Rentería |
| Preparador de Porteras | Javier Peraza  |
| Utilera                | Luna Vargas    |

## Palmarés
- Liga Nacional de Fútbol Femenino de Venezuela (0):

- Copa Venezuela de Fútbol Femenino (0):